# 게이코 후지모리
케이코 소피아 후지모리 히구치(Keiko Sofía Fujimori Higuchi, 일본명 후지모리 케이코, 1975년 5월 25일 -)는 페루 제91대 대통령 알베르토 후지모리의 딸로 페루의 사업가이자 정치가이다. 〈푸에르사 2011〉의 당수를 맡고 있다. 우익 정치인으로써  최초의 여성이다.

## 개요
남미로 대거 이주한 일본인 이주자의 자손으로, 일본명은 후지모리 게이코(일본어: 藤森 恵子, ふじもり けいこ). 페루 제 91대 대통령 알베르토 후지모리와 수사나 이구치의 장녀로 리마에서 태어났다. 1993년 미국에 유학하여 뉴욕 주립 대학교 스토니브룩에 입학하였다. 1997년에 보스턴 대학을 졸업했다. 이후 페루에 귀국하는데, 2004년 다시 미국으로 건너가, 컬럼비아 대학 경영대학원을 수료하여 MBA를 획득하였다.
1994년 8월 당시 대통령직에 있던 아버지 알베르토와 어머니 수자나가 이혼하자 어머니 대신 19세의 나이에 페루의 퍼스트 레이디로 임명되었다. 퍼스트 레이디로서의 일은 아버지 알베르토가 2000년 대통령직을 파면 때까지 계속되었다.
2004년에 컬럼비아 대학의 동급생으로 미국인 마르크 비토 비야네야(IBM 컨설턴트)와 결혼하였다. 2005년 페루에 귀국하여 이후 본격적으로 정치 활동을 시작했다. 남편 마르크는 2009년 페루 국적을 취득하여 미국과 페루의 다중 국적을 보유하고 있다. 게이코는 남편과의 사이에서 두 딸을 낳았다. 페루 대통령 선거에 출마 하였으나 낙선 하였다.

## 역대 선거 결과
| 선거명      | 직책명                 | 대수 | 정당             | 1차 득표율 | 1차 득표수  | 2차 득표율 | 2차 득표수  | 결과 | 당락               |
| ----------- | ---------------------- | ---- | ---------------- | ---------- | ----------- | ---------- | ----------- | ---- | ------------------ |
| 2006년 선거 | 국회의원 (리마 선거구) | -대  | 미래를 위한 동맹 | 0%         | 602,869표   |            |             | 1위  | 페루 국회의원 당선 |
| 2011년 선거 | 페루의 대통령          | 58대 | 푸에르사 2011    | 23.55%     | 3,449,595표 | 48.55%     | 7,490,647표 | 2위  | 낙선               |
| 2016년 선거 | 페루의 대통령          | 59대 | 대중의 힘        | 39.86%     | 6,115,073표 | 49.88%     | 8,555,880표 | 2위  | 낙선               |
| 2021년 선거 | 페루의 대통령          | 63대 | 대중의 힘        | 13.41%     | 1,930,762표 | 49.87%     | 8,792,117표 | 2위  | 낙선               |